# ディオ (バンド)
ディオ (Dio) は、アメリカ合衆国出身のヘヴィメタル・バンド。
HR/HMバンド「レインボー」や「ブラック・サバス」の元ヴォーカリストでもあった、ロニー・ジェイムス・ディオが主宰するグループ。1980年代の英米メタルムーブメントから活動する存在であったが、2010年、ロニーの死去により消滅した。

## 歴史

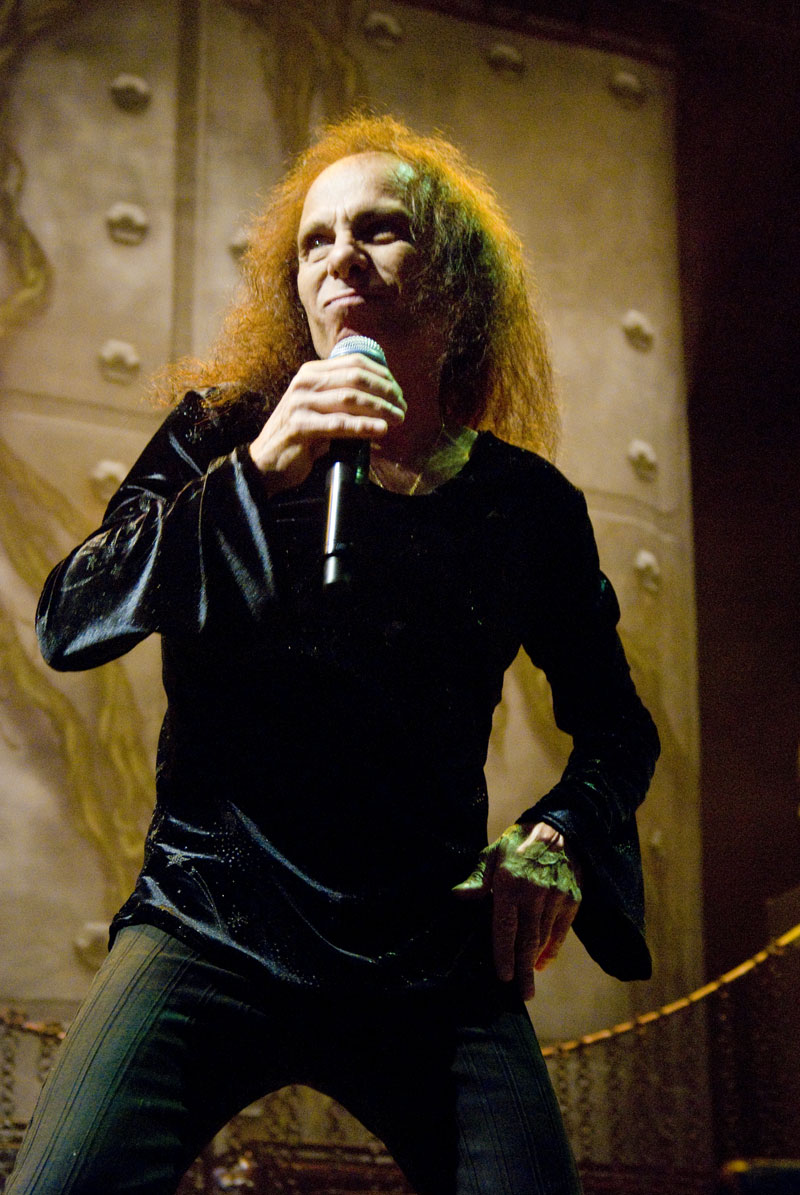
創設者ロニー・ジェイムス・ディオ (2009年)

1982年10月に「ブラック・サバス」を脱退したロニー・ジェイムス・ディオは、共に脱退したドラムのヴィニー・アピスを帯同し、かつてレインボーで行動を共にしたベーシストのジミー・ベイン、元ラットのギタリスト、ジェイク・E・リーを得たロニーは自ら率いるバンド「ディオ」を結成。しかし、ジェイクはロニーとの音楽性の違いから1ヶ月でバンドを脱退し、後任に元スウィート・サベージのヴィヴィアン・キャンベルが加入。このメンバーで翌年、イギリスで行われたレディング･フェスティバルに出演すると共にアルバム『情念の炎～ホーリィ・ダイヴァー』でデビューした。この時期にキーボーディストのクロード・シェネルも加入し、5人編成で活動を始める。
1986年、ヴィヴィアンが脱退し、後任にクレイグ・コールディが加入。翌年『ドリーム・イーヴル』をリリース。
1989年、ジミーとヴィニーが脱退し、クレイグも脱退。後任にローワン・ロバートソン、テディ・クック、サイモン・ライトが加入。翌年『ロック・アップ・ザ・ウルブス』をリリース。イェンス・ヨハンソンもレコーディングに参加(但し、何故か『ロック・アップ・ザ・ウルブス』作中でキーボードの音はほぼ聞こえない音造りがなされている。)
1991年、ロニーのブラック・サバス復帰に伴い活動休止したが、1993年にブラック・サバスを再離脱してロニー、ヴィニー、トレイシー・G、ジェフ・ピルソン、スコット・ウォーレンのラインナップで活動を再開したものの、発表した2作のアルバムが所謂モダン・ヘヴィネスに激しく傾倒した内容で、欧州、日本では著しい人気低下に繋がり、欧州、日本のファンを切り捨ててまで音楽性を当時の米国向けに豹変させるも、宛にした米国でもセールスは期待ほど伸びなかった。その後クレイグが復帰。但しロニーは当初トレイシーを残留させ、メロディアス要素を取り戻しつつ、モダン・ヘヴィネス要素も残す目論見だったが、クレイグとトレイシーの不仲もあり、追放されるようにトレイシーが脱退、そしてモダン・ヘヴィネス路線も無かったことのように一掃された。
バンドの音楽性はディオが「レインボー」や「ブラック・サバス」などで培ってきた幻想的な詞の世界とヘヴィメタル様式を巧みに組み合わせたもので、世界中で人気を博した。が、自身がかつて在籍したレインボーのように、メンバーチェンジが非常に多く(ロニーの夫人が実質上のマネジメントを掌握しており、メンバーに支払う賃金を厳しく制限していたのも一因。クレイグの一度目の脱退の原因も賃金がほぼ未払状態になっていたことであり、後任のローワンはディオ夫妻の養子に近い立場で、ほぼ無償でメンバーになっていた。ヴィヴィアンもディオ時代は生活苦に陥るほど報酬が少なかったと、脱退後に述懐している。)、音楽性も変遷を続けた。特にブラック・サバス再脱退後の『ストレンジ・ハイウェイズ』、『アングリー・マシーンズ』はギタリストに、モダン・ヘヴィネス的な音楽性に長けているトレイシー・Gを起用したことにより、バンドの本来の持ち味の幻想的な世界観、レインボー及びブラック・サバス譲りのメロディアスさがほぼ無くなり、多くのファンを失望させ、非難を受けた。しかしクレイグ・ゴールディが復帰した次作『マジカ』で本来の持ち味を取り戻す。
2006年にロニーは、ブラック・サバスのアルバム『悪魔の掟』制作時のラインナップで「ヘヴン・アンド・ヘル」名義の活動を開始したが、Dioとしての活動も並行して行い、同年10月には「LOUD PARK 2006」にコ・ヘッドライナーとして出演した。
2008年には5月27日から6月21日まで、ヨーロッパ、北欧に地域を限定したミニツアーを行った。その後ロニーがヘヴン・アンド・ヘルに専念するため活動休止した。
2010年5月16日、ロニーが胃癌で逝去。バンドはそのまま活動再開することなく、実質上解散した。
ロニーの死後、残されたメンバーは2011年から「ディオ・ディサプルズ (Dio Disciples)」として活動を開始。翌年にはヴィヴィアン・キャンベル、ジミー・ベイン、ヴィニー・アピスの創設メンバーを中心としたバンド「ラスト・イン・ライン (Last In Line)」も活動を始めた。
2016年、ドイツのHR/HMフェス『ヴァッケン・オープン・エア』にてロニーのホログラムが公開され、翌2017年からディオ・ディサプルズのバンド帯同による世界ツアーを開始した。

## メンバー

### 最終ラインナップ
- ロニー・ジェイムス・ディオ Ronnie James Dio - ボーカル (1982年–2010年)
- クレイグ・ゴールディ Craig Goldy - ギター (1986年–1989年、1999年–2001年、2004年–2005年、2006年–2010年)
- ルディ・サーゾ Rudy Sarzo - ベース (2005年–2010年)
- サイモン・ライト Simon Wright - ドラムス (1989年–1991年、1998年–2010年)
- スコット・ウォーレン Scott Warren - キーボード (1993年–2010年)

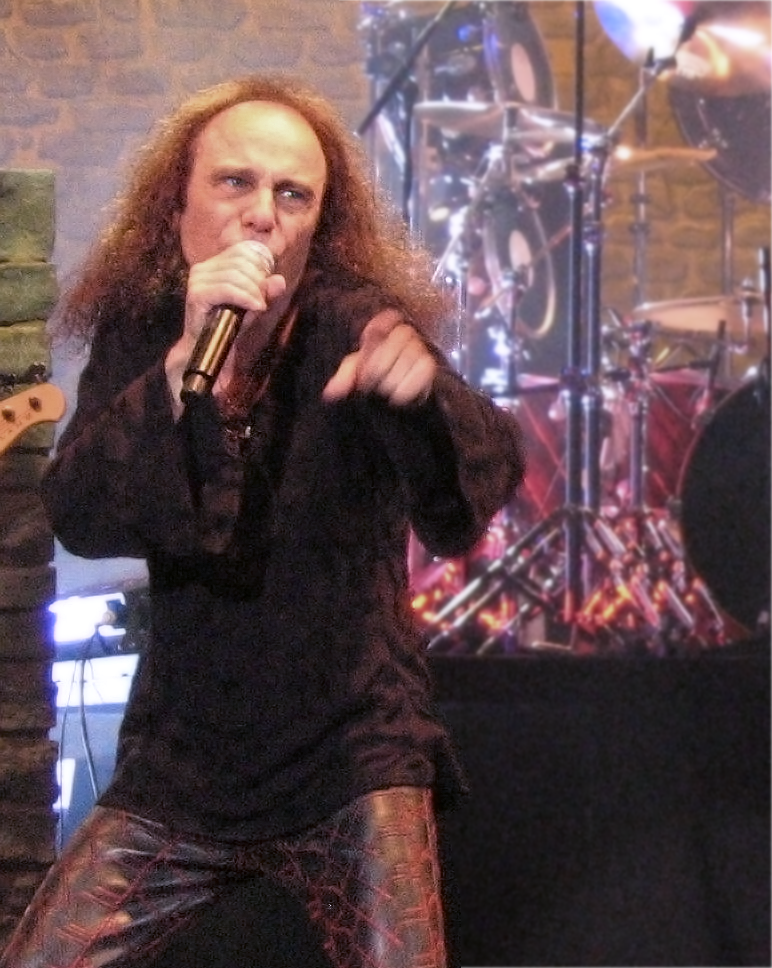
ロニー・ジェイムス・ディオ(Vo) 2007年
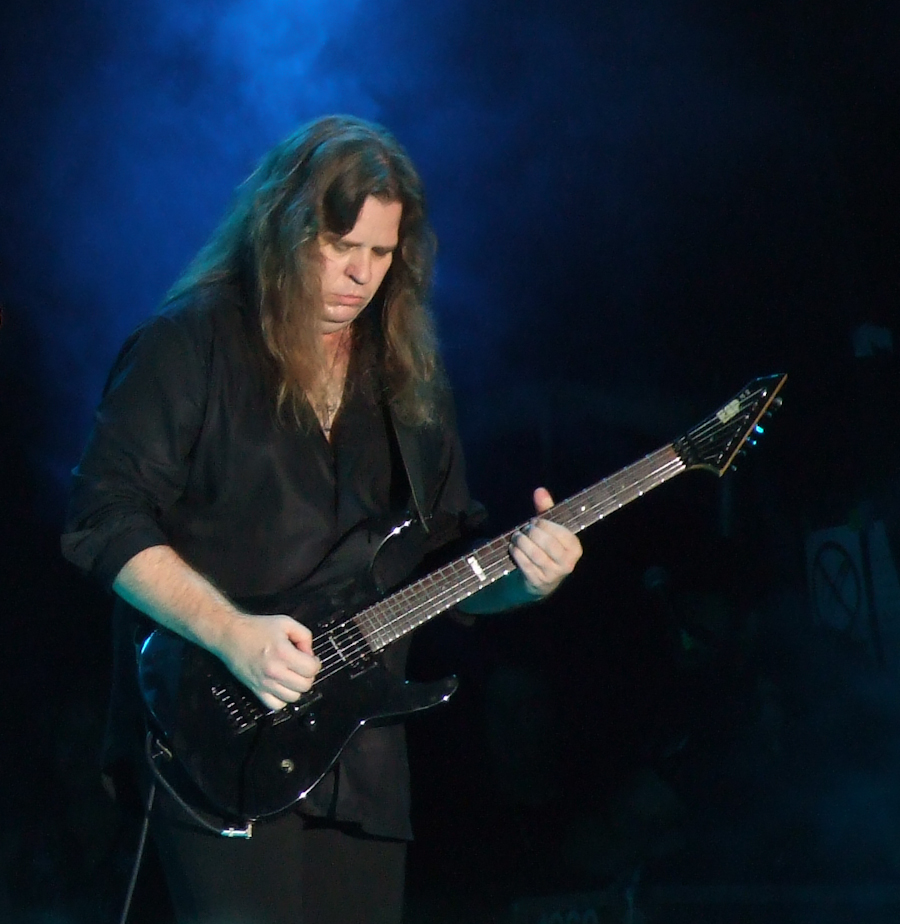
クレイグ・ゴールディ(G) 2012年
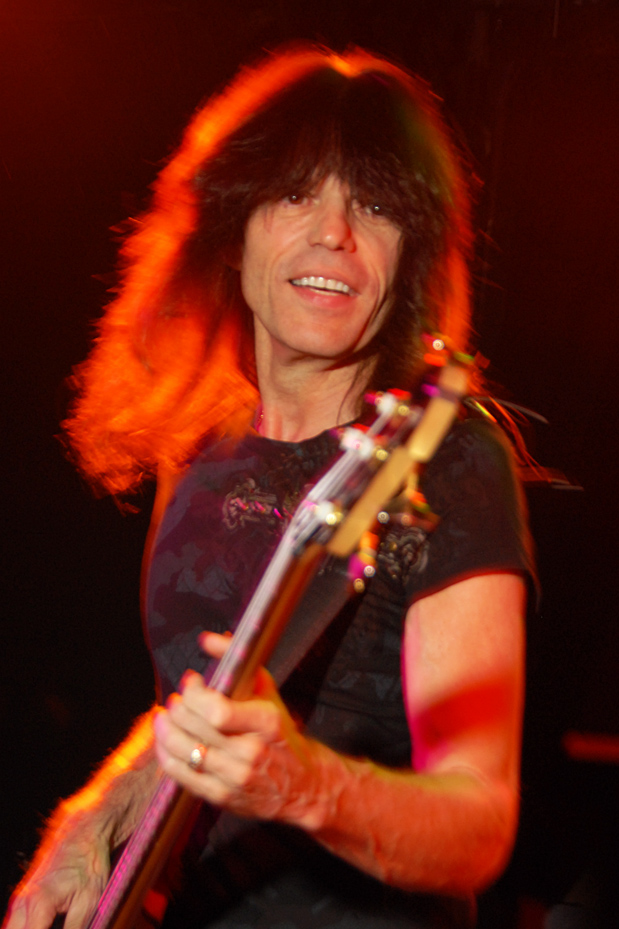
ルディ・サーゾ(B) 2009年
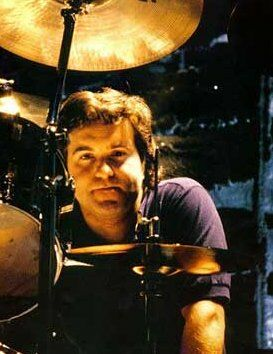
サイモン・ライト(Ds) 2006年
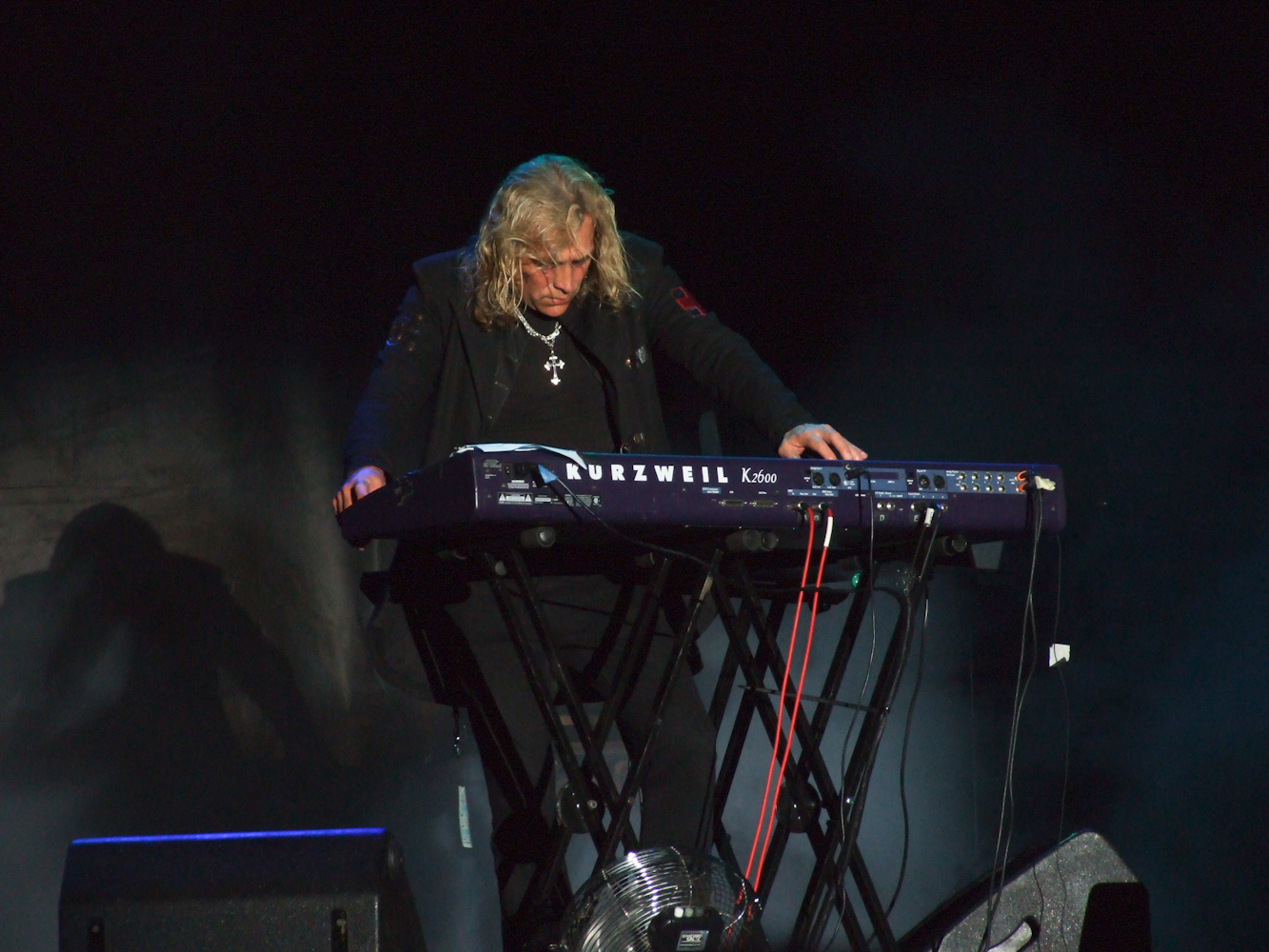
スコット・ウォーレン(Key) 2012年

### 旧メンバー
ギター
- ジェイク・E・リー Jake E. Lee（1982年）
加入前はラットで活動していた。脱退後はオジー・オズボーンのバンドに加入
- ヴィヴィアン・キャンベル Vivian Campbell（1982年–1986年）
脱退後、ホワイトスネイクのツアー・メンバーを経て、デフ・レパードへ加入。現在はヴィニー・アピスらと共にラスト・イン・ラインを結成し、活動している。
- ローワン・ロバートソン Rowan Robertson（1989年–1991年）
- トレイシー・G Tracy Grijalva（1993年–1999年）
- ダグ・アルドリッチ Doug Aldrich（2001年–2004年、2005年–2006年）
クレイグが家族の事情で離脱していた期間に参加していたが、ホワイトスネイクへの加入に伴い脱退。

ベース
- ジミー・ベイン Jimmy Bain（1982年–1989年、1999年–2004年）
ディオ加入以前はレインボーのメンバーとしていた。2004年の脱退後はソロ活動やラスト・イン・ラインのメンバーとして活動していたが、2016年1月に逝去した。
- テディ・クック Teddy Cook（1989年–1991年）
- ジェフ・ピルソン Jeff Pilson（1993年–1997年、2004年–2005年）
加入前及び脱退後はドッケンのメンバーとして活動。現在はフォリナーのメンバーとして活動。
- ラリー・デニンソン Larry "Bones" Dennison（1997年–1999年）

ドラムス
- ヴィニー・アピス Vinny Appice（1982年–1989年、1993年–1998年）
加入前及び一回目の脱退後はブラック・サバス、二回目の脱退後はヘヴン・アンド・ヘルやラスト・イン・ラインのメンバーとして活動。

キーボード
- クロード・シェネル Claude Schnell（1983年–1989年）
- イェンス・ヨハンソン Jens Johansson（1989年–1991年）
現在はストラトヴァリウスやレインボーのメンバーとして活動している。

|               | ボーカル                   | ギター                   | ベース             | ドラムス         | キーボード           |
| ------------- | -------------------------- | ------------------------ | ------------------ | ---------------- | -------------------- |
| 1982年-1983年 | ロニー・ジェイムス・ディオ | ヴィヴィアン・キャンベル | ジミー・ベイン     | ヴィニー・アピス | （不在）             |
| 1983年-1985年 | ロニー・ジェイムス・ディオ | ヴィヴィアン・キャンベル | ジミー・ベイン     | ヴィニー・アピス | クロード・シュネル   |
| 1986年-1989年 | ロニー・ジェイムス・ディオ | クレイグ・ゴールディ     | ジミー・ベイン     | ヴィニー・アピス | クロード・シュネル   |
| 1990年        | ロニー・ジェイムス・ディオ | ローワン・ロバートソン   | テディ・クック     | サイモン・ライト | イェンス・ヨハンソン |
| 1993年-1997年 | ロニー・ジェイムス・ディオ | トレイシー・G            | ジェフ・ピルソン   | ヴィニー・アピス | スコット・ウォーレン |
| 1997年-1999年 | ロニー・ジェイムス・ディオ | トレイシー・G            | ラリー・デニンソン | ヴィニー・アピス | スコット・ウォーレン |
| 1999年-2001年 | ロニー・ジェイムス・ディオ | クレイグ・ゴールディ     | ジミー・ベイン     | サイモン・ライト | スコット・ウォーレン |
| 2001年-2004年 | ロニー・ジェイムス・ディオ | ダグ・アルドリッチ       | ジミー・ベイン     | サイモン・ライト | スコット・ウォーレン |
| 2004年-2005年 | ロニー・ジェイムス・ディオ | クレイグ・ゴールディ     | ジェフ・ピルソン   | サイモン・ライト | スコット・ウォーレン |
| 2005年-2006年 | ロニー・ジェイムス・ディオ | ダグ・アルドリッチ       | ルディ・サーゾ     | サイモン・ライト | スコット・ウォーレン |
| 2006年-2010年 | ロニー・ジェイムス・ディオ | クレイグ・ゴールディ     | ルディ・サーゾ     | サイモン・ライト | スコット・ウォーレン |

## ディスコグラフィ
スタジオ・アルバム
- 『情念の炎～ホーリィ・ダイヴァー』 - Holy Diver (1983年)
- 『ラスト・イン・ライン』 - The Last In Line (1984年)
- 『セイクレッド・ハート』 - Sacred Heart (1985年)
- 『ドリーム・イーヴル』 - Dream Evil (1987年)
- 『ロック・アップ・ザ・ウルブス』 - Lock Up The Wolves (1990年)
- 『ストレンジ・ハイウェイズ』 - Strange Highways (1994年)
- 『アングリー・マシーンズ』 - Angry Machines (1996年)
- 『マジカ』 - Magica (2000年)
- 『キリング・ザ・ドラゴン』 - Killing The Dragon (2002年)
- 『マスター・オブ・ザ・ムーン』 - Master Of The Moon (2004年)

## 来日公演

### 単独公演
- Sacred Heart Tour（1986年）〈Craig Goldy〉
  - 8月30日 札幌 北海道厚生年金会館
  - 9月01日・2日 大阪 大阪厚生年金会館
  - 9月03日 東京 日本武道館
  - 9月05日 広島 広島郵便貯金ホール
  - 9月08日 福岡 福岡サンパレス
  - 9月09日 名古屋 名古屋市民会館
- Angry Machines Tour（1997年）〈Tracy G〉
  - 5月07日 大阪 梅田HEAT BEAT
  - 5月08日 名古屋 名古屋ボトムライン
  - 5月10日・11日 川崎 クラブチッタ川崎
- Magica Tour（2000年）〈Craig Goldy〉
  - 6月22日 大阪 BIGCAT
  - 6月23日 名古屋 名古屋クラブクアトロ
  - 6月26日 東京 LIQUIDROOM
- Master of the Moon Tour（2005年）〈Doug Aldrich〉
  - 5月27日 名古屋 Zepp名古屋
  - 5月28日 大阪 Zepp大阪
  - 5月29日 東京 Zepp東京

### フェス
- SUPER ROCK '85 IN JAPAN（1985年）〈Vivian Campbell〉
  - 8月10日 東京 東京湾お台場運動広場
- JAPAN AID 2nd（1987年）〈Craig Goldy〉
  - 10月4日 昭島 国営昭和記念公園
- LOUD PARK 06（2006年）〈Craig Goldy〉
  - 10月14日 埼玉 さいたまスーパーアリーナ
  - 10月15日 千葉 幕張メッセ 国際展示場 展示ホール9-10-11
  - 10月16日 大阪 Zepp大阪